# Wish Me Luck as You Wave Me Goodbye
"Wish Me Luck as You Wave Me Goodbye", är en brittisk sång som skrevs 1939 av kompositören och låtskrivaren Harry Parr-Davies. Den gjordes populär under andra världskriget av sångerskan Gracie Fields och finns även med i  musikalfilmen Panik i societén med henne, från 1939. 
Under åren har många artister framfört och spelat in sången, däribland Vera Lynn, Elsie Carlisle, Chas and Dave och Jack Hylton. Lynn framförde även sången i den danska filmen Den kidnappade Venus 1962, vilken utspelar sig under andra världskriget.
Sången framfördes av Laura Wright på VE Day 70: A Party to Remember, på Horse Guards Parade i London, den 9 maj 2015.

## Utdrag ur texten
| ” | Wish me luck as you wave me goodbye. Cheerio, here I go, on my way. Wish me luck as you wave me goodbye. Not a tear, but a cheer, make it gay. Give me a smile I can keep all the while. In my heart while I'm away. 'Till we meet once again, you and I. | „ |